# Chlorops stackelbergi
Chlorops stackelbergi är en tvåvingeart som beskrevs av Smirnov 1967. Chlorops stackelbergi ingår i släktet Chlorops och familjen fritflugor. Inga underarter finns listade i Catalogue of Life.